# 프로그램 분석
프로그램 분석(program analysis)은 자동으로 컴퓨터 프로그램의 동작을 분석하는 일이다. 프로그램 분석 방법은 크게 정적 프로그램 분석과 동적 프로그램 분석으로 나눌 수 있다. 프로그램 분석은 주로 프로그램 최적화와 프로그램 정확도 분석에 이용된다.
아래에 프로그램 분석과 관련된 기술들이 있다.
- 타입 시스템
- 요약 해석
- 프로그램 검증
- 모델 검증

## 같이 보기
- 프로파일링 (컴퓨터 프로그래밍)